# Ralf Wohlleben
Ralf Wohlleben (27 de febrero de 1975 en Jena) es un neonazi alemán y fue un colaborador de la organización terrorista Clandestinidad Nacionalsocialista (CNS). Fue diputado y portavoz del partido Nationaldemokratischen Partei Deutschlands en Turingia y diputado de la asociación de dicho partido en Jena. Es uno de los Neonazis más conocidos en Turingia. El 11 de julio de 2018 fue sentenciado a 10 años de prisión por su colaboración en los asesinatos neonazis en Alemania de 2000 a 2007.

## Vida personal
Ralf Wohlleben trabajó como especialista en TICs. Políticamente, ha estado activo desde mediados de los 90s. Hasta 1999 estuvo en una relación con una mujer ultraderechista de Jena. En 2014, el Comité de Investigación sobre la CDS declaró que las autoridades se habían puesto en contacto con esta mujer para obtener información sobre Wohlleben. Wohlleben está casado y tiene dos hijos.